# Sören Björkerud
Sören Björkerud, född 23 maj 1930 i Stockholm, död 21 oktober 2013 i Sävedalen, var en svensk läkare och professor i patologi.
Sören Björkerud föddes i Stockholm som son till bergsingenjören Josef Björkerud och dennes hustru Greta, född Sundström. Han tog studentexamen från Hvitfeldtska högre allmänna läroverket i Göteborg år 1950, blev medicine kandidat 1953, medicine licentiat 1958 och medicine doktor vid Göteborgs universitet 1963. Han blev docent i histologi i Göteborg 1963.
Sören Björkerud var professor i mikrobiologi i Odense och forskningschef på Astra i Södertälje. Han blev senare professor i patologi i Göteborg.